# Stegonotus heterurus
Stegonotus heterurus — вид змій родини полозових (Colubridae). Ендемік Папуа Нової Гвінеї.

## Поширення і екологія
Stegonotus heterurus мешкають на островах Нова Британія (від півострова Газель до Рабаула), Нова Ірландія і Дьюк-оф-Йорк в архіпелазі Бісмарка. Вони живуть у вологих, сухих і заболочених тропічних лісах і чагарникових заростях, на плантаціях, в садах та поблимзу людських поселень. Зустрічаються на висоті до 500 м над рівнем моря. Веудть наземний та напівдеревний спосіб життя.